# Шатен (Нијевр)
Шатен (фр. Châtin) насеље је и општина у источном делу централне Француске у региону Бургоња, у департману Нијевр која припада префектури Шато Шенон (град).
По подацима из 2011. године у општини је живело 102 становника, а густина насељености је износила 7,85 становника/km². Општина се простире на површини од 12,99 km². Налази се на средњој надморској висини од 460 метара (максималној 555 m, а минималној 307 m).

## Демографија
| 1962. | 1968. | 1975. | 1982. | 1990. | 1999. | 2011. |
| ----- | ----- | ----- | ----- | ----- | ----- | ----- |
| 99    | 139   | 140   | 136   | 150   | 115   | 102   |

График промене броја становника у току последњих година